# Nildo Viera
Nildo Arturo Viera Recalde (ur. 20 marca 1993 w San Lorenzo) – paragwajski piłkarz grający na pozycji środkowego napastnika. W sezonie 2021 występuje w klubie Club Sol de América.

## Kariera klubowa

### Club Guaraní
Viera zadebiutował w barwach Club Guaraní 4 grudnia 2010 roku w meczu z Club Rubio Ñú (2:2). W spotkaniu tym zdobył on jeszcze bramkę w 27 minucie, a w 87 minucie dostał czerwoną kartkę. Łącznie dla Club Guaraní Paragwajczyk rozegrał 23 mecze, w których strzelił 4 gole.

### Sportivo Carapeguá
Vierę wypożyczono do Sportivo Carapeguá 1 stycznia 2013 roku. Debiut dla tego klubu zaliczył on 18 lutego 2013 roku w starciu z Cerro Porteño (1:1). Ostatecznie w barwach Sportivo Carapeguá Paragwajczyk wystąpił w 9 spotkaniach, nie zdobywając żadnej bramki.

### Gimnasia
Viera trafił na wypożyczenie do Gimnasii 11 stycznia 2014 roku. Zadebiutował on dla tego zespołu 14 lutego 2014 roku w meczu z Unión Sunchales (0:0). Premierową bramkę piłkarz ten zdobył 19 kwietnia 2014 roku w wygranym 2:0 spotkniu przeciwko Central Córdoba. Łącznie dla Gimnasii Paragwajczyk rozegrał 8 meczów , w których strzelił jednego gola.

### Club River Plate
Viera podpisał kontrakt z Club River Plate 8 czerwca 2016 roku. Debiut dla tego klubu zaliczył on 17 lipca 2016 roku w zremisowanym 0:0 spotkaniu przeciwko Club General Díaz. Pierwszego gola zawodnik ten strzelił 29 stycznia 2019 roku w meczu z Sportivo Luqueño, dwukrotnie wpisując się na listę strzelców. Ostatecznie dla Club River Plate Paragwajczyk wystąpił w 27 spotkaniach, zdobywając 9 bramek.

### Club Sol de América
Viera przeniósł się do Club Sol de América 1 lipca 2019 roku. Zadebiutował on w barwach tego zespołu 14 lipca 2019 roku w meczu z Club Nacional (wyg. 2:1). Pierwszą bramkę piłkarz ten zdobył 22 września 2019 roku w wygranym 1:0 spotkaniu przeciwko Club General Díaz. Do 23 kwietnia 2021 roku Paragwajczyk rozegrał dla Club Sol de América 58 meczów, strzelając 12 goli.

## Sukcesy
Sukcesy w karierze klubowej:
- Primera división paraguaya – 2x, z Club Guaraní, sezony 2014 i 2015
- Segunda división paraguaya – 1x, z Club River Plate, sezon 2018